# I'm a Rebel
| 전문가 평가                      | 전문가 평가 |
| 평가 점수                        | 평가 점수   |
| 출처                             | 점수        |
| -------------------------------- | ----------- |
| AllMusic                         | [ 1 ]       |
| Collector's Guide to Heavy Metal | 3/10        |

《I'm a Rebel》은 1979년에 녹음되어 1980년에 발매된 독일의 헤비 메탈 밴드 억셉트의 두 번째 스튜디오 음반이다. 이 음반은 디르크 스테펜스를 프로듀서로 활용한 세 개의 연속적인 음반 중 첫 번째 음반이었다. 이 음반은 억셉트가 그들의 음악적 방향을 계속해서 찾고 있음을 발견하고, 그들의 데뷔 때보다 더 상업적인 사운드로 실험한다. 베이시스트 피터 발테스는 두 곡의 리드 보컬을 다시 한번 노래했는데, 〈No Time to Lost〉와 〈The King〉은 느린 속도의 곡이다.

## 배경
타이틀곡은 음반 프로듀서이자 음악가인 조지 영과 AC/DC의 기타리스트인 앵거스 영과 맬컴 영의 형인 알렉산더 영의 가명인 조지 알렉산더에 의해 인정되었다. 기타리스트 울프 호프만은 알렉산더 영이 억셉트와 함께 일하게 된 상황을 회상하며 "그는 프로듀서를 통해 억셉트에 참여했습니다. 첫 번째 음반 이후에 모두가 라디오 히트를 쳐야 한다고 말했어요. 여러분은 라디오 히트곡이 필요하고 우리는 여러분을 위한 노래를 가지고 있습니다. 여기서 이것을 시도해보는 것은 어떨까요?'" 이 노래는 이 밴드의 첫 번째 뮤직 비디오의 기초가 되었다.
리드 싱어인 우도 디르크슈나이더는 이 음반이 "별로 영감을 받지 못했습니다. 제 생각에 몇몇 성공적이지 못한 실험들 때문에, 밴드는 너무 견고하지 않았고, 정체성은 아직 발견되지 않았습니다."라고 생각했다. 그는 또한 "첫 번째 음반에서처럼 밴드를 조작하려고 하는 너무 많은 사람들"을 비난했고, 억셉트는 그들의 다음 음반인 《Breaker》에서 이러한 결함을 해결하기로 결심했다.

## 곡 목록
모든 곡들은 특별한 언급이 없는 한 억셉트와 디르크 스테펜스에 의해 작사/작곡하였다.
| #  | 제목                      | 작사·작곡     | 재생 시간 |
| -- | ------------------------- | ------------- | --------- |
| 1. | 〈I'm a Rebel〉           | 조지 알렉산더 | 3:58      |
| 2. | 〈Save Us〉               | 억셉트        | 4:36      |
| 3. | 〈No Time to Lose〉       |               | 4:36      |
| 4. | 〈Thunder and Lightning〉 | 억셉트        | 4:03      |

| #  | 제목                   | 재생 시간 |
| -- | ---------------------- | --------- |
| 5. | 〈China Lady〉         | 6:01      |
| 6. | 〈I Wanna Be No Hero〉 | 3:57      |
| 7. | 〈The King〉           | 4:11      |
| 8. | 〈Do I〉               | 4:11      |